# Odda
Odda és un antic municipi situat al comtat de Hordaland, Noruega. Té 6.930 habitants (2016) i la seva superfície és de 1.615,89 km². El centre administratiu del municipi és el poble homònim.

## Informació general
El nou municipi d'Odda es va establir l'1 de juliol de 1913 quan el districte sud d'Ullensvang es va separar per formar el seu propi municipi. Inicialment, Odda tenia 3.077 habitants. Posteriorment, l'1 de gener de 1964, el municipi veí de Røldal (població: 676), es va annexionar a Odda, de manera que la població total del nou municipi va ser de 10.163 habitants.

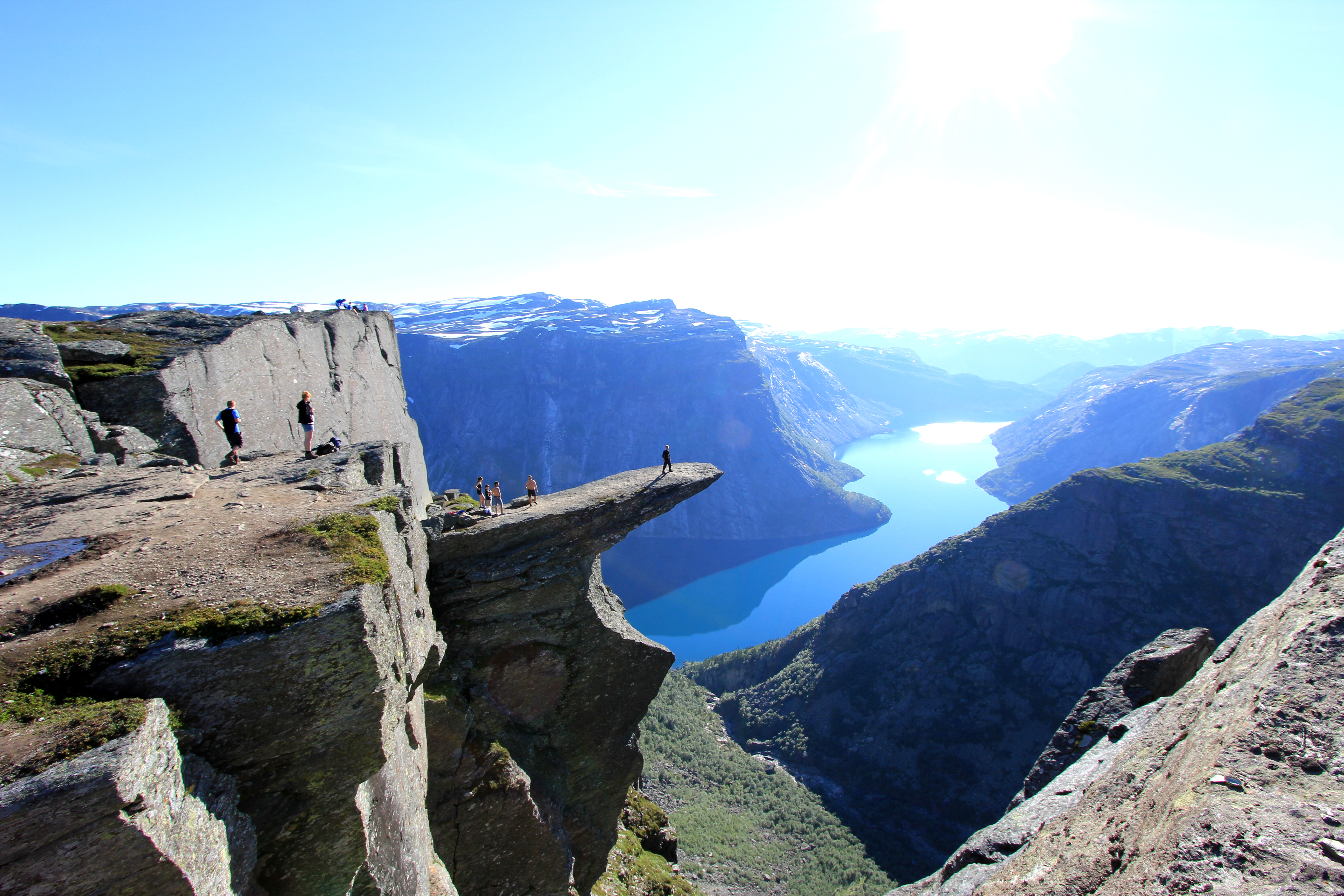
Penya-segat de Trolltunga

### Nom
El municipi (originalment la parròquia) té el nom de l'antiga granja Odda (en nòrdic antic: Oddi), ja que la primera església va ser construïda allà. El nom és idèntic a la paraula Oddi que significa "punta".

### Escut d'armes
L'escut d'armes és modern; se'ls va concedir el 8 d'octubre de 1982. L'escut és parlant, amb una punta de fletxa (en noruec: pilodd). El nom del municipi, però, no deriva de la paraula de punta de fletxa.

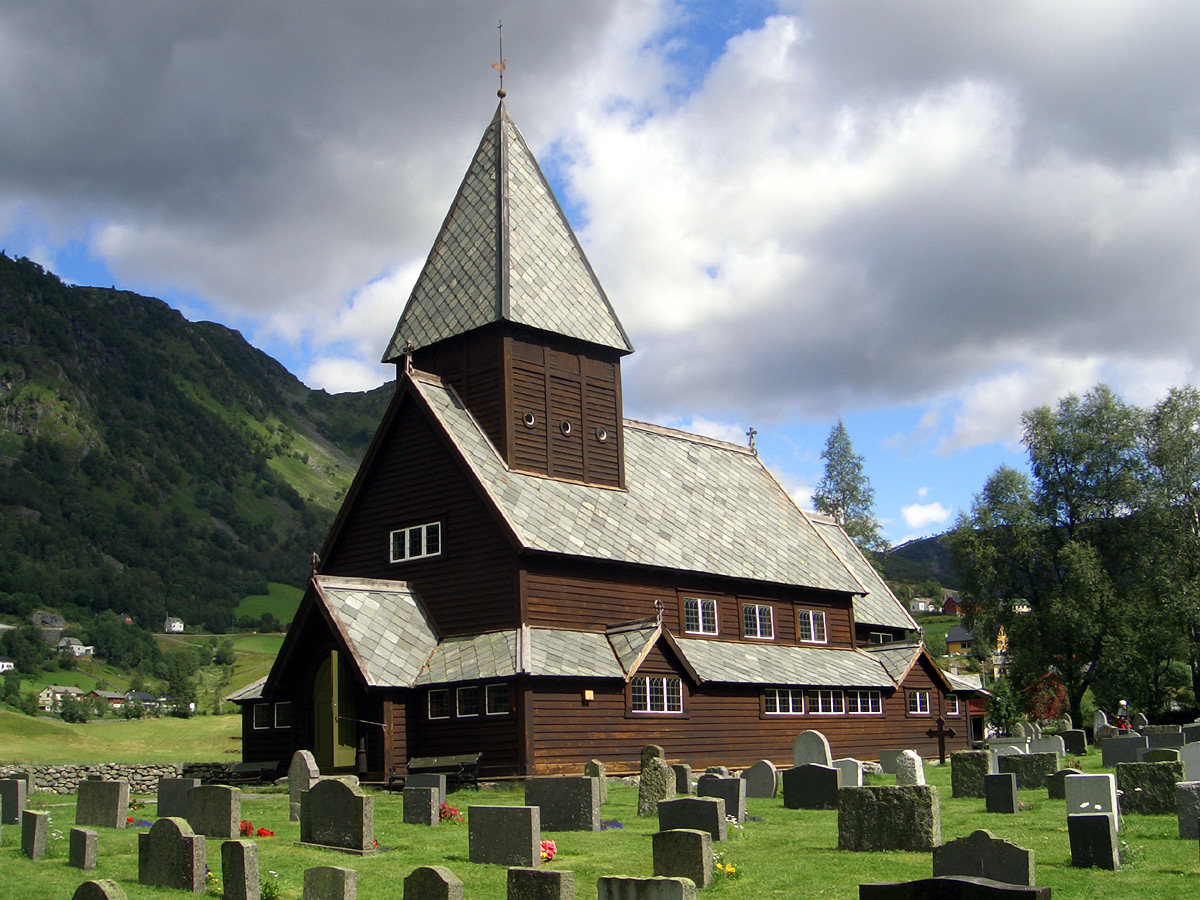
Vista de l'església de fusta de Røldal.

### Esglésies
L'Església de Noruega té quatre parròquies (sokn) al municipi d0Odda. És part del denegat de Hardanger a la Diòcesi de Björgvin.

## Geografia

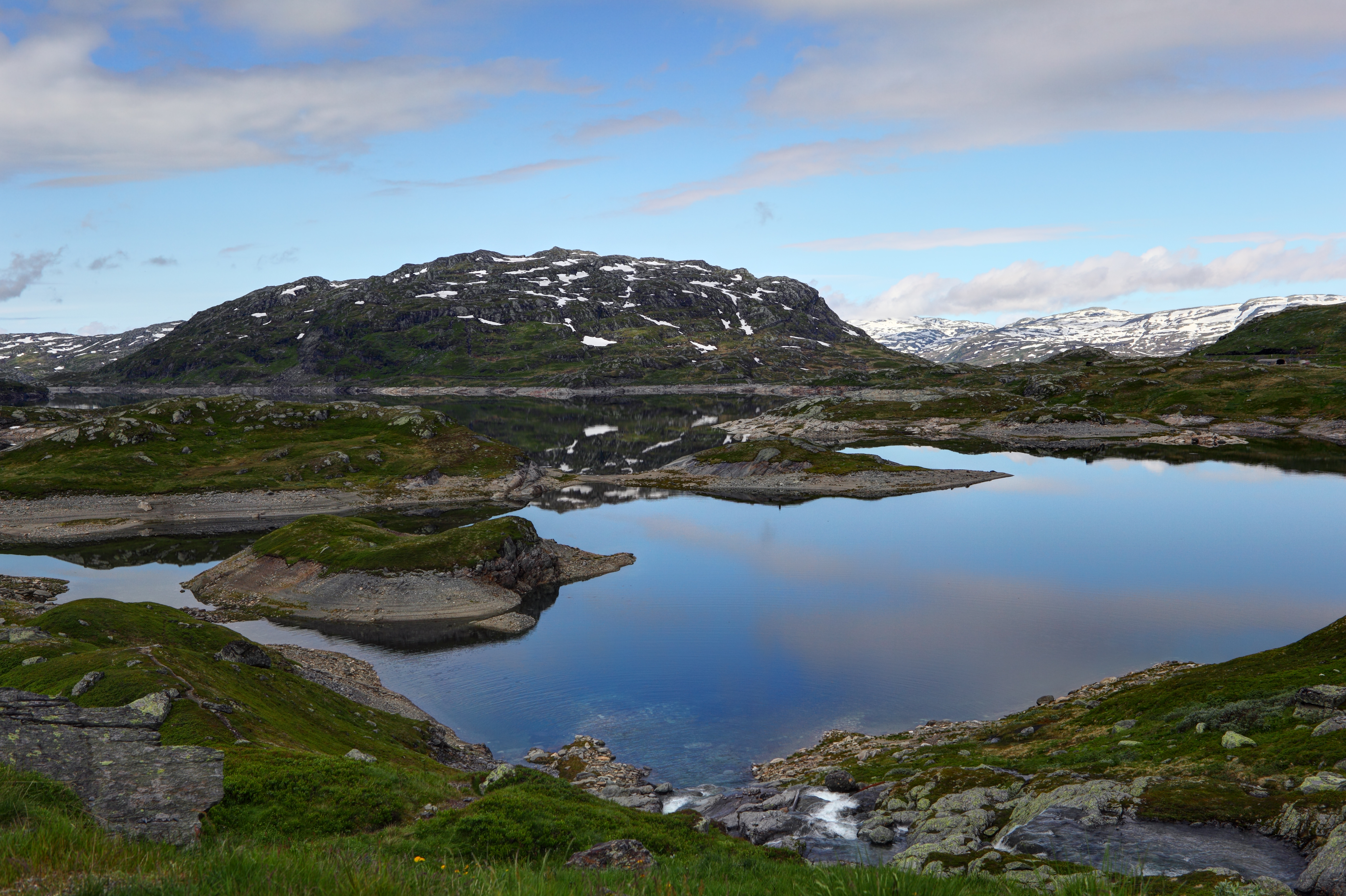
El llac Votna.

El municipi d'Odda és molt muntanyós i els assentaments estan situats a les valls. A causa de les moltes muntanyes, hi ha grans cascades, com ara Låtefossen, Espelandsfossen, o Tyssestrengene. També hi ha molts grans llacs, com Sandvinvatnet, Votna, Valldalsvatnet o Røldalsvatnet. A la part superior de les altes muntanyes de l'oest d'Odda hi ha la gran glacera Folgefonna. Part del Parc Nacional de Folgefonna es troba a Odda. La part occidental del municipi s'assenta damunt la part sud de l'altiplà Hardangervidda, que també inclou part del Parc Nacional de Hardangervidda.

## Transport
El municipi es troba en un encreuament de dues carreteres principals. La ruta europea E134 va d'est a oest a través del municipi. L'altre carretera principal és la Carretera Nacional Noruega 13, que transcorre de nord a sud a través del municipi.